# Долна махала (Енидже Вардар)
Зир махала или Долна махала или Бюрукленът (на гръцки: Κατω μαχαλεσι, на турски: Zir mahallesi, Долна махала) е традиционен стар християнски квартал на македонския град Енидже Вардар (Па̀зар), Гърция. Намирал се е в централната част на града, на юг от Вароша, на запад от Бучава и на север от Хазине и на североизток от Якуб бей.

## История
В края на XIX век махалата е слабо населенa, а къщите се намират в нивите на собствениците. През нея преминават улиците „Варош“, „Бучава“ и „Солунска“, както и пътищата „Георгици“, „Мегданлък“, „Каранлик Баба“, „Калайджи“ и задънените улици „Чивриш“, „Гази Ахмед Паша“, „Армутчи“, „Тумба“, „Оглан Зафири“, „Мухтар“, „Сюлейман Язиджи“ и други по-малки. В 1896 година в махалата има общо 90 къщи, а в данъчните регистри се споменават и 210 души, собственици на ниви в махалата.